# Записки под възглавката (филм)
„Записки под възглавката“ (на английски: The Pillow Book) е нидерландско-британски филм от 1996 година, драма на режисьора Питър Грийнауей по негов собствен сценарий.
В центъра на сюжета е живееща в Хонконг японска манекенка, която развива фетишизъм към бодиарт калиграфия. Филмът съдържа множество препратки към „Записки под възглавката“, едноименния класически текст на японската литература. Главните роли се изпълняват от Вивиан У, Юън Макгрегър, Кен Огата, Йоши Оида.